# Furnius
Furnius ist der Name eines römischen Plebejergeschlechts. Zwei angebliche Vertreter dieser Familie in der Zeit der früheren Republik, ein Volkstribun Gaius Furnius des Jahres 445 v. Chr. und ein für das Jahr 217 v. Chr. erwähnter Furnius, dürften von späteren römischen Autoren erfunden worden sein. Erst seit dem 1. Jahrhundert v. Chr. sind historisch gesicherte Angehörige der Furnier bekannt. Die beiden bedeutendsten Vertreter sind:
- Gaius Furnius (Volkstribun) (* um 85 v. Chr.; † nach 17 v. Chr.), römischer Volkstribun von 50 v. Chr.
- Gaius Furnius (Konsul 17 v. Chr.), römischer Konsul, Sohn des vorigen